# هاري فلود بيرد
هاري فلود بيرد (بالإنجليزية Harry Flood Byrd) وهو سياسي أمريكي ينتمي إلى الحزب الديمقراطي ولد هاري فلود بيرد في 10 حزيران - يونيو من سنة 1887 في ولاية فرجينيا الغربية كان هاري فلود بيرد حاكما على ولاية فيرجينيا ما بين عامي 1926 إلى عام 1930 وكما خدم بيرد في مجلس ألشيوخ ألأمريكي من عام 1933 إلى 1965 حيث استقال لأسباب صحية توفي هاري فلود بيرد في 20 تشرين الأول - أكتوبر من سنة 1966 في مدينة نيويورك.

## روابط خارجية
- هاري فلود بيرد على موقع الموسوعة البريطانية (الإنجليزية)
- هاري فلود بيرد على موقع إن إن دي بي (الإنجليزية)